# 道の駅おおき
道の駅おおき（みちのえき おおき）は、福岡県三潴郡大木町にある国道442号の道の駅である。

## 施設
- 駐車場
  - 普通車：96台
  - 大型車：6台
  - 身障者用：2台
- トイレ（いずれも24時間利用可能）
  - 男：10器
  - 女：14器
  - 身障者用：2器
- 公衆電話
- インフォメーションセンター
- 公園
- レストラン「デリ&ビュッフェ くるるん」
  - 営業時間：
    - ランチタイム（ビュッフェ形式） 11：00 - 14：00（オーダーストップ）
    - カフェタイム15:00 - 18:00
    - ディナータイム - 21:00（オーダーストップ）予約制
- 農産物直売所 くるるん夢市場

## 休館日
- 年末年始（12月31日 - 1月3日）

## アクセス
- 国道442号大木大川バイパス - 登録路線
  - 福岡県道83号大和城島線・福岡県道23号久留米柳川線の交差点から近い。

## 周辺
周辺はのどかな田園風景と堀割が広がっている。「おおき循環センターくるるん」のすぐ側に設置され、周辺に温泉施設「アクアス」が存在する。
- 西鉄天神大牟田線 八丁牟田駅
- イオン大木ショッピングセンター
- 天然温泉アクアス
- おおき循環センターくるるん